# Droga wojewódzka nr 825
Droga wojewódzka nr 825 (DW825) – droga wojewódzka w województwie lubelskim, powiecie opolskim (gminy: Łaziska, Józefów nad Wisłą), o długości 10 km. Łączy Kamień z Kolczynem. 
Przebiega przez miejscowości położone na prawym brzegu Wisły:
- Kamień
- Piotrawin
- Kaliszany
- Łopoczno
- Kolczyn